# De blodröda floderna
De blodröda floderna (originaltitel Les rivières pourpres) är en fransk långfilm från 2000. Den är regisserad av Mathieu Kassovitz, och de två huvudrollerna spelas av de franska skådespelarna Jean Reno och Vincent Cassel. En uppföljare, De blodröda floderna II, gjordes 2004.

## Rollista
| Jean Reno          | – Pierre Niemans        |
| Vincent Cassel     | – Max Kerkerian         |
| Nadia Farès        | – Fanny Ferreira        |
| Dominique Sanda    | – Nadia Farès           |
| Karim Belkhadra    | – Captain Dahmane       |
| Jean-Pierre Cassel | – Dr. Bernard Chernezé  |
| Didier Flamand     | – The Dean              |
| François Levantal  | – Pathologist           |
| Francine Bergé     | – Headmistress          |
| Philippe Nahon     | – Man at Petrol Station |